# Mireille Domenech-Diana
Mireille Domenech-Diana, także Mireille Elmalan (ur. 8 stycznia 1949 w Mâcon) – francuska polityk i samorządowiec, działaczka komunistyczna, eurodeputowana III i IV kadencji.

## Życiorys
Zaangażowała się w działalność Francuskiej Partii Komunistycznej (PCF), wchodziła w skład jej komitetu centralnego. Od 1983 była związana z samorządem miejscowości Pierre-Bénite, pełniąc funkcję zastępcy mera. W latach 1989–1999 przez dwie kadencje sprawowała mandat posłanki do Parlamentu Europejskiego, pełniła m.in. funkcję wiceprzewodniczącej Komisji ds. Socjalnych i Zatrudnienia. W latach 2001–2009 zajmowała stanowisko mera Pierre-Bénite. Ponownie objęła ten urząd w 2011 po śmierci jej następcy, na rzecz którego ustąpiła dwa lata wcześniej. Zakończyła urzędowanie w 2014, gdy w kolejnych wyborach lokalnych zwyciężył kandydat centroprawicy.